# 石桥水库
石桥水库是中国湖北省鄂州市鄂城区境内的一座水库，位于长江支流花马湖水系，建于1960年。水库正常库容为1254万立方米，集雨面积为12平方千米，海拔为91.5米。